# 克拉珀姆北站
克拉珀姆北站（英語：Clapham North tube station）是倫敦地鐵北線的一個車站，位於克拉珀姆。克拉珀姆北站屬倫敦軌道運輸第2收費區，位於克拉珀姆高街北端，相距克拉珀姆高街站約 100 米。雖然兩站之間沒有直接的換乘通道，倫敦交通局於本站設出閘轉乘機制，使用蠔卡或其他非接觸式支付系統於指定時間內於本站與克拉珀姆高街站間轉綫，會被視作一程車程。本站開通於1900年6月3日。
本站和克拉珀姆公園站是倫敦地鐵網路上僅存兩個設有狹窄島式月台的地下車站。

## 歷史

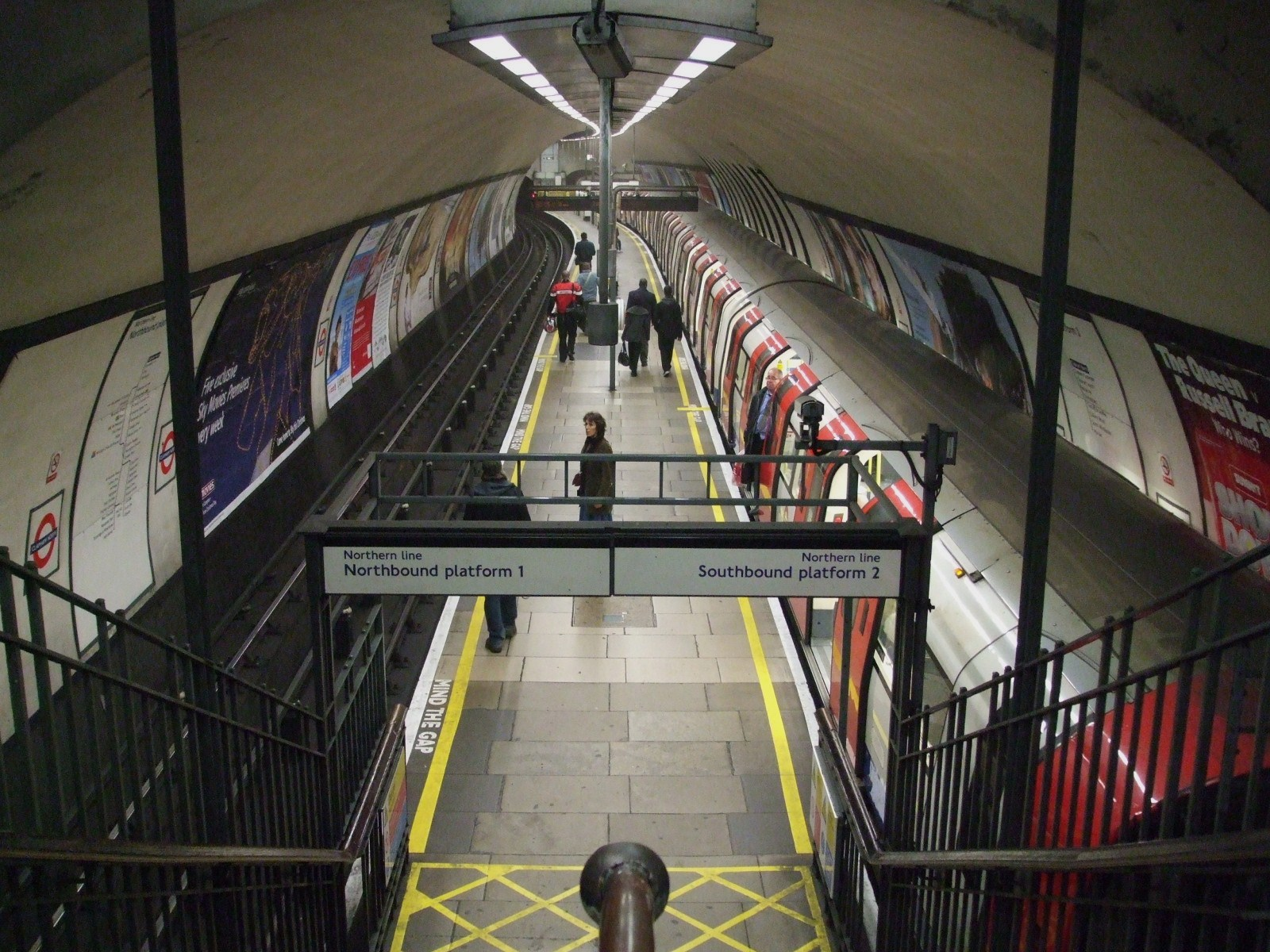
本站月台。本站和克拉珀姆公園站的月台是倫敦地鐵網路裡最狹窄的。

本站於 1900 年 6 月 3 日啟用，時稱克拉珀姆路，是城市及南倫敦鐵路克拉珀姆公園南延伸段的一部分（本站以南一站即克拉珀姆公園）。本站由湯瑪斯·菲利普·菲格斯（T. P. Figgis）設計，和克拉珀姆公園站一樣，是僅存的兩個在車站隧道內設有島式月台的車站，為北行線和南行線提供服務。 1924 年，當線路進行現代化改造時，原來的車站大樓由查爾斯·霍爾頓 (Charles Holden) 進行了改建。安裝手扶梯後，售票大廳得到了重建，菲吉斯設計的車站外牆也被奶油餅乾色的彩陶板和護牆上的黑色頂瓦所取代。儘管如此，車站的轉角入口處於 1996 年重新鋪上了後現代風格的瓷磚，下部側翼保留了 1920 年代的標高。 1926 年 9 月 13 日，線路延伸至摩登時，該站同時更名為克拉珀姆北站。
克拉珀姆北站是倫敦八個下方設有深層防空洞的地鐵站之一。該批防空洞於 1940 年倫敦大轟炸期間開始建造，以滿足公眾在倫敦地鐵站避難的需求。然而，防空洞直到1942年大轟炸結束後才完工，因此最初全部由政府使用。但隨著轟炸加劇，其中五站的防空洞（斯托克韋爾、卡姆登鎮、貝爾塞斯公園、克拉珀姆南和本站）曾經於1944年向公眾開放。

## 接駁交通
倫敦巴士 50、88、155、322、345、P5號和通宵路線N155號均服務本站。

## 外部連結
- 1914年車站大樓
- 1927年重建的車站大樓